# نیروگاه سیکل ترکیبی جهرم
نیروگاه سیکل ترکیبی جهرم (استان فارس، کیلومتر ۲۷ جاده جهرم - شیراز، بهره‌برداری ۱۱ تیر ۱۳۸۶)، یکی از نیروگاه‌های ایران از نوع سیکل ترکیبی با ظرفیت تولید ۱۴۴۴ مگاوات است که شامل ۶ واحد گازی ۱۵۹ مگاواتی مدل V94.2 (با توجه به ارتقا توربین واحد شماره یک نیروگاه در سال ۱۳۹۱، ظرفیت تولید این واحد به میزان ۱۰ مگاوات افزایش یافته‌است) و ۳ واحد بخار ۱۶۰ مگاواتی در زمینی به مساحت ۱۰۰ هکتار است. ۲ واحد بخار و سیکل ترکیبی در سال‌های ۱۳۹۷ و ۱۳۹۸ تکمیل شدند و واحد سوم در اواخر مهر ۱۴۰۰ به بهره‌برداری رسید.
سوخت این نیروگاه گاز طبیعی و سوخت پشتیبان نفت گاز (گازوئیل) است. ظرفیت ایستگاه گاز ۳۰۰ هزار متر مکعب در ساعت است.
سطح ولتاژ پست برق نیروگاه ۲۳۰ کیلوولت است.
کارفرمای این پروژه شرکت توسعه مولد نیروگاهی جهرم و مشاور آن شرکت مهندسی قدس نیرو است.

## برج‌های خنک‌کننده
برج‌های خنک‌کننده نیروگاه جهرم از نوع برج‌های HELLER است که برای اولین‌بار در ایران با سازه فلزی طراحی و اجرا شد. سازه این برج‌ها از نوع سازه‌های فضا کار مشبک دولایه بسیار سبک و المان‌ها ترکیبی از پروفیل لوله و قوطی است که با اتصال خاص برای این پروژه طراحی شده‌است.
برج‌های خنک‌کننده از سه نمونه مشابه با ارتفاع ۱۲۳ متر، قطر تحتانی ۸۶ متر و قطر فوقانی ۶۲ متر هر یک با وزن ۹۵۰ تن است که با ورق آلومینیم با مقطع ذوزنقه‌ای پوشیده شده‌اند.

## روزشمار ساخت و هزینه نیروگاه
عملیات ساخت این نیروگاه از سال ۱۳۸۴ با اعتباری بیش از ۴۰۰ میلیارد تومان شروع شد. عملیات ساخت شامل دو فاز بود که فاز اول شامل ۶ واحد گازی بود و فاز دوم شامل ساخت ۳ واحد بخار با سرمایه‌گذاری ۵۶۰ میلیارد تومان است.
عملیات اجرایی بخش گاز از ۲ اردیبهشت ۱۳۸۵ شروع شد و اولین واحد بخش گاز در ۱۱ تیر ۱۳۸۶ به بهره‌برداری رسید و واحدهای دیگر نیز یکی پس از دیگری وارد مدار شدند تا واحد پنجم که در ۲۸ خرداد ۱۳۸۷ به بهره‌برداری رسید و سرانجام فاز اول نیروگاه در سال ۱۳۸۹ به بهره‌برداری رسید.
عملیات اجرایی بخش بخار از سال ۱۳۸۷ شروع شد و قرار بود در سال ۱۳۹۲ به اتمام برسد اما واحد اول بخار این نیروگاه در فروردین ماه ۱۳۹۷ و واحد دوم بخار در اردیبهشت ۱۳۹۸ وارد مدار شد. با فعال شدن واحد سوم بخار در مهر ۱۴۰۰ چرخهٔ سیکل ترکیبی نیروگاه کامل شد.